# Jacob Cats
Jacob Cats (Brouwershaven (Zelândia), 10 de novembro de 1577 – A Haia (Holanda Meridional), 12 de setembro de 1660) foi um poeta, humorista, jurista, diplomata e político neerlandês. É conhecido pelos seus livros de emblemas. Em Cats, o hábito genuíno neerlandês de pensamento, o espírito utilitário e didático atingiu o seu apogeu de fluência e popularidade. Durante o início de sua vida adulta Cats produziu o mais importante dos seus escritos, seus poemas didáticos, o Maechdenplicht ("Dever de Donzelas") e o Sinne- en Minnebeelden ("Imagens de Alegoria e Amor"). Cats é considerado um tanto maçante e prosaico por alguns, mas sua popularidade entre as classes médias nos Países Baixos sempre foi imensa.

## Biografia
Em 1621, no final da Trégua dos doze anos com a Espanha, a rotura dos diques afastou-o da sua residência no campo. Foi nomeado magistrado subsidiado (pensionário) de Middelburg e dois anos depois de Dordrecht. Em 1624, mudou-se de Midelburgo para Dordrecht, onde logo em seguida publicou sua obra ética chamada Houwelick ("Casamento"); e esta foi seguida por uma série inteira de peças morais. Em 1624, mudou-se de Midelburgo para Dordrecht, onde logo em seguida publicou sua obra ética chamada Houwelick ("Casamento"); e esta foi seguida por uma série inteira de peças morais.  Em 1627 foi até Inglaterra, enviado junto de Carlos I, que lhe conferiria o título de cavaleiro. Em 1636 foi nomeado Grande Pensionário da Holanda e em 1648 Custodiário do Grande Selo; em 1651 demitiu-se mas em 1657 foi novamente convidado para Inglaterra, desta vez sem êxito, junto de Oliver Cromwell.
Cats era contemporâneo de Hooft, Vondel e de outros famosos escritores neerlandeses do século de ouro neerlandês, mas as suas opiniões orangistas e calvinistas distanciaram-no da escola liberal dos poetas de Amesterdão. Era íntimo amigo de Constantijn Huygens, cujas opiniões políticas eram mais próximas das suas. Pouco conhecido fora dos Países Baixos, na sua terra era homem de grande popularidade durante quase dois séculos. Hoje, a verbosidade e o carácter antiquado dos seus temas e do seu estilo tornam-no um autor difícil, mais famoso que lido. Em 1829 foi erguida uma estátua em sua homenagem em Brouwershaven, a sua terra natal.

## Obras
- Twee- en tachtig-jarig leeven (1659)
- Ouderdom, buytenleven en hofgedachten op Sorghvliet (1658)
- Doodkiste voor den levendige (1656)
- Koningklyke herderinne, Aspasia (1655)
- Alle de wercken van Jacob Cats (1655)
- Trou-ringh (1637)
- Spiegel van den ouden en nieuwen tyt (1632)
- Houwelick (1625)
- Self-stryt (1620)
- Proteus of Sinne- en minnebeelden (1618)
- Disputatio de actionibus, compilata quasi per Saturam ex. Tit. Inst. De Actionibus (1598)
- Ode epithalamia in nuptias nobilissimi iuvenis Galeni van-der-Laen ac generosae virginis Franciscae ab Hemstede (1595)
- Carmen in laudem doctissimi & eximij juvenis Iohannis Antonii Amstelrodamensis (1593)